# 494
سنة 494 م (بالأرقام الرومانية: CDXCIV) كانت سنة بسيطة تبدأ يوم السبت (الرابط يظهر نموذج الجدول الزمني الكامل للسنة) من التقويم اليولياني. بدأت تسمية السنة ب494 منذ العصور الوسطى المبكرة، عندما أصبح تقويم أنو دوميني هو الأسلوب السائد في أوروبا لتسمية السنوات.

## أحداث
- قيام حرب البسوس [4]

## مواليد
- الجرو بن كليب فارس جاهلي[5]

## وفيات
- كليب بن ربيعة التغلبي